# Coupe du monde d'escalade de 2002
Navigation
13e édition 15e édition
La coupe du monde d'escalade 2002 est la 14e coupe du monde d'escalade. Elle s'est tenue du 26 avril au 17 novembre 2002. Elle comporte sept épreuves de difficulté, trois de bloc et six de vitesse. La coupe du monde de difficulté est remportée par Alexandre Chabot et Muriel Sarkany, la coupe de bloc est remportée par Christian Core et Nataliya Perlova, et la coupe de vitesse est remportée par Alexander Peshekhonov et Olena Ryepko.

## Classement général
| Catégories | Or                                                | Or         | Argent             | Argent     | Bronze            | Bronze     |
| ---------- | ------------------------------------------------- | ---------- | ------------------ | ---------- | ----------------- | ---------- |
| Difficulté | Alexandre Chabot (2)                              | 680 points | Tomas Mrazek       | 436 points | Gérome Pouvreau   | 410 points |
| Difficulté | Muriel Sarkany (4)                                | 607 points | Sandrine Levet     | 443 points | Martina Cufar     | 402 points |
| Bloc       | Christian Core (2) Jérôme Meyer (2) Malcolm Smith | 100 points | -                  | -          | -                 | -          |
| Bloc       | Nataliya Perlova Myriam Motteau Lisa Rands        | 100 points | -                  | -          | -                 | -          |
| Vitesse    | Alexander Peshekhonov                             | 460 points | Maksym Styenkovyy  | 311 points | Sergei Sinitcyn   | 296 points |
| Vitesse    | Olena Ryepko (2)                                  | 460 points | Mayya Piratinskaya | 269 points | Valentina Yurina  | 263 points |
| Combiné    | Maksym Styenkovyy                                 | 327 points | Serik Kazbekov     | 275 points | Kilian Fischhuber | 203 points |
| Combiné    | Sandrine Levet (2)                                | 410 points | Olga Zakharova     | 264 points | Jenny Lavarda     | 262 points |

## Étapes
La coupe du monde d'escalade 2002 s'est déroulée du 26 avril au 17 novembre 2002, repartie en treize étapes comprenant une ou deux disciplines.
| Dates                               | Lieu              | Difficulté | Bloc     | Vitesse  |
| ----------------------------------- | ----------------- | ---------- | -------- | -------- |
| 26 avril 2002-28 avril 2002         | Bolzano           | X          | -        | -        |
| 17 mai 2002-19 mai 2002             | Iekaterinbourg    | X          | -        | X        |
| 22 mai 2002                         | Iekaterinbourg    | -          | -        | X        |
| 25 mai 2002-26 mai 2002             | Iekaterinbourg    | -          | -        | X        |
| 7 juin 2002-8 juin 2002             | Imst              | X          | -        | -        |
| 14 juin 2002-15 juin 2002           | Fiera di Primiero | -          | X        | -        |
| 24 juin 2002                        | Lecco             | -          | -        | X        |
| 26 juin 2002-27 juin 2002           | Lecco             | -          | X        | -        |
| 29 juin 2002-30 juin 2002           | Lecco             | X          | -        | -        |
| 23 août 2002-25 août 2002           | Singapour         | X          | -        | X        |
| 14 septembre 2002-15 septembre 2002 | Rovereto          | -          | X        | -        |
| 18 octobre 2002-19 octobre 2002     | Aprica            | X          | -        | -        |
| 15 novembre 2002-17 novembre 2002   | Kranj             | X          | -        | -        |
| Total : 13 étapes                   |                   | 7 étapes   | 3 étapes | 5 étapes |

## Podiums des étapes

### Difficulté

#### Hommes
| Étapes      | Lieu                    | Or                       | Argent           | Bronze          |
| ----------- | ----------------------- | ------------------------ | ---------------- | --------------- |
| 26 avril    | Bolzano (Italie)        | Alexandre Chabot (5)     | Gérome Pouvreau  | Tomás Mrázek    |
| 27 mai      | Iekaterinbourg (Russie) | Alexandre Chabot (6)     | Tomás Mrázek     | Gérome Pouvreau |
| 7 juin      | Imst (Autriche)         | Alexandre Chabot (7)     | Tomás Mrázek     | Cédric Lachat   |
| 29 juin     | Lecco (Italie)          | Alexandre Chabot (8)     | François Petit   | Flavio Crespi   |
| 23 août     | Singapour (Singapour)   | Alexandre Chabot (9)     | Flavio Crespi    | Gérome Pouvreau |
| 18 octobre  | Aprica (Italie)         | Alexandre Chabot (10)    | Tomás Mrázek     | Flavio Crespi   |
| 15 novembre | Kranj (Slovénie)        | Ramón Julián Puigblanque | Alexandre Chabot | Serik Kazbekov  |

#### Femmes
| Étapes      | Lieu                    | Or                  | Argent                       | Bronze           |
| ----------- | ----------------------- | ------------------- | ---------------------------- | ---------------- |
| 26 avril    | Bolzano (Italie)        | Muriel Sarkany (9)  | Sandrine Levet               | Natalija Gros    |
| 27 mai      | Iekaterinbourg (Russie) | Martina Cufar (3)   | Muriel Sarkany               | Marietta Uhden   |
| 7 juin      | Imst (Autriche)         | Muriel Sarkany (10) | Katrin Seldmayer             | Sandrine Levet   |
| 29 juin     | Lecco (Italie)          | Katrin Seldmayer    | Muriel Sarkany Martina Cufar | -                |
| 23 août     | Singapour (Singapour)   | Muriel Sarkany (11) | Sandrine Levet               | Émilie Pouget    |
| 18 octobre  | Aprica (Italie)         | Émilie Pouget       | Maja Vidmar                  | Katrin Seldmayer |
| 15 novembre | Kranj (Slovénie)        | Muriel Sarkany (12) | Natalija Gros                | Sandrine Levet   |

### Bloc

#### Hommes
| Étapes       | Lieu                       | Or                 | Argent         | Bronze         |
| ------------ | -------------------------- | ------------------ | -------------- | -------------- |
| 14 juin      | Fiera di Primiero (Italie) | Jérôme Meyer (3)   | Daniel Du Lac  | Serik Kazbekov |
| 26 juin      | Lecco (Italie)             | Malcolm Smith      | Christian Core | Hiroshi Okano  |
| 14 septembre | Rovereto (Italie)          | Christian Core (3) | Chris Sharma   | Malcolm Smith  |

#### Femmes
| Étapes       | Lieu                       | Or                 | Argent          | Bronze           |
| ------------ | -------------------------- | ------------------ | --------------- | ---------------- |
| 14 juin      | Fiera di Primiero (Italie) | Nataliya Perlova   | Olga Iakovleva  | Stella Marchisio |
| 26 juin      | Lecco (Italie)             | Lisa Rands         | Corrine Theroux | Sandrine Levet   |
| 14 septembre | Rovereto (Italie)          | Myriam Motteau (2) | Lauren Lee      | Nataliya Perlova |

### Vitesse

#### Hommes
| Étapes  | Lieu                    | Or                        | Argent                | Bronze              |
| ------- | ----------------------- | ------------------------- | --------------------- | ------------------- |
| 17 mai  | Iekaterinbourg (Russie) | Alexander Peshekhonov     | Sergei Sinitcyn       | Evgueni Minatchev   |
| 22 mai  | Iekaterinbourg (Russie) | Sergei Sinitcyn           | Alexander Peshekhonov | Alexandre Chaoulsky |
| 25 mai  | Iekaterinbourg (Russie) | Maksym Styenkovyy (3)     | Alexander Peshekhonov | Csaba Komondi       |
| 24 juin | Lecco (Italie)          | Alexander Peshekhonov (2) | Alexei Gadeev         | Vladimr Zakharov    |
| 23 août | Singapour (Singapour)   | Alexander Peshekhonov (3) | Alexei Gadeev         | Maksym Styenkovyy   |

#### Femmes
| Étapes  | Lieu                    | Or                        | Argent                | Bronze            |
| ------- | ----------------------- | ------------------------- | --------------------- | ----------------- |
| 17 mai  | Iekaterinbourg (Russie) | Zosia Podgorbounskikh (2) | Olena Ryepko          | Olga Ochtchepkova |
| 22 mai  | Iekaterinbourg (Russie) | Olga Zakharova (4)        | Olena Ryepko          | Valentina Yurina  |
| 25 mai  | Iekaterinbourg (Russie) | Olena Ryepko (4)          | Mayya Piratinskaya    | Svetlana Sutkina  |
| 24 juin | Lecco (Italie)          | Olena Ryepko (5)          | Valentina Yurina      | Olga Zakharova    |
| 23 août | Singapour (Singapour)   | Olena Ryepko (6)          | Agung Ethi Hendrawati | Yuyun Yuniar      |